# Kameleontbuske
Kameleontbuske (Actinidia kolomikta) är en växtart i familjen aktinidiaväxter med naturlig utbredning i östra Asien, från östra Ryssland, Sibirien, västra Kina, Korea och Japan. Arten odlas som trädgårdsväxt i Sverige för sina vackra blad.
Den är en klättrande buske med upp till 7 meter långa rankor som vanligen är kala eller med få hår som unga. Märgen är brun och indelad i fack. Bladskaften är 2-3 cm långa. Bladen blir upp till 15 cm långa och 12,5 cm breda (ofta mindre), äggrunda med hjärtlik bas och utdraget spetsig spets, gröna och ofta med inslag av vitt och rosa mot spetsarna, kala förutom på undersidans nerver.
Blommorna är cirka 2 cm vida och sitter ensamma eller upp till tre tillsammans. De har en söt doft. Kronbladen är vita eller rosa och ståndarna gula. Frukten är ett runt, gulgrönt bär, cirka 2 cm i diameter och ätligt.
Två varieteter erkänns ibland:
- var. kolomikta - har blad som blir 10 × 8 cm. Blommor och blomstjälkar är kala.
- var. gagnepainii - har blad som blir cirka 15 × 12,5 cm. Blommor och blomstjälkar är tätt håriga med rostbruna hår.

## Odling
Kameleontbuske föredrar skyddade lägen med fuktighetshållande men väldränerad jord. Den kan odlas i både sol och halvskugga. Den behöver en kraftig spaljé och kan även klättra direkt i träd, även om arten är långsamväxande som ung. Busken kan förväntas vara härdig i Zon 5. Den förökas med sommarsticklingar eller frösådd.

## Synonymer
var. gagnepainii (Nakai) H.L.Li 
Actinidia gagnepainii Nakai
var. kolomikta
Actinidia kolomikta var. shihmienensis C.Y.Chang
Actinidia leptophylla C.Y.Wu
Actinidia maloides Li
Actinidia maloides f. cordata C.F.Liang
Actinidia tetramera var. maloides (H.L.Li) C.Y.Wu
Kalomikta mandshurica Regel ex Maxim. nom. illeg.
Prunus kolomikta Maxim. & Ruprecht
Trochostigma kolomikta (Maximowicz & Ruprecht) Ruprecht